# Sdružená pečeť
Sdružená pečeť je druh pečeti, která sloužila současně více vlastníkům, kteří společně vydávali písemnosti. Tyto pečetě byly obvyklé na území Německa od 12. století, užívaly se však i v Českých zemích.

## Popis
Pečeť sdružená se vyznačovala tím, že sloužila více vlastníkům. Zpravidla šlo o lidi v příbuzenském vztahu, často otec a syn či manželé, popřípadě i celé rody. Fakticky se jedná o velkou pečeť (sigillum maius), od které se liší pouze opisem.

## Užití
V Českých zemích sdruženou pečeť užívali například bratři Pilgrim a Ojíř z Třeboně, stejně tak Jindřich a Vítek z Rožmberka. Ekhard z Miroslavi a jeho bratr Hartleb z Myslibořic měli v průběhu času společná pečetidla dokonce dvě.